# Batalla de Lützen (1813)
La batalla de Lützen (2 de mayo de 1813) se libró durante la guerra de la Sexta Coalición de las guerras napoleónicas, enfrentando al ejército francés contra un combinado ruso-prusiano. Después de un día de intensos combates, el combinado de Prusia y Rusia se retiró, pero los franceses no pudieron perseguir al enemigo derrotado por carecer de caballería.

## Movimientos previos

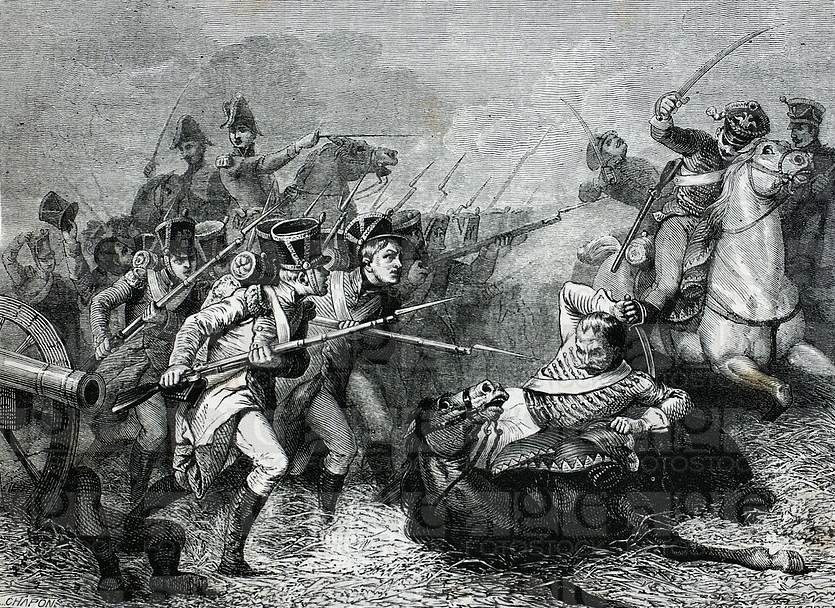
Batalla de Weissenfels. Obra de Karl Girardet y Paul Girardet.

Napoleón Bonaparte, tras organizar un nuevo ejército con los supervivientes de la campaña rusa, marchaba hacia el interior de Alemania en abril de 1813 para enfrentarse a rusos y prusianos.
Tras unir sus fuerzas con las del ejército del Elba, al mando de Eugenio de Beauharnais estacionado en Magdeburgo, avanzó hacía Leipzig en Sajonia.
Napoleón llegó a Erfurt el 25 de abril, mientras el mariscal Ney conseguía la victoria en la batalla de Weissenfels el 29 de abril. La consecuencia de este primer enfrentamiento fue que los aliados fueron arrojados a la margen derecha del río Saale.
Napoleón trasladó su cuartel general a Weissenfels y mandó construir tres puentes.
El 1 de mayo, el mariscal Ney se adelanta con una división y atraviesa el desfiladero de Poserna defendido por seis cañones y 15.000 jinetes. Detrás de Ney marchan las divisiones de Gerard, Marchand, Brenier y Ricard, y en pocas horas los 15.000 jinetes son arrollados por los 15.000 soldados de infantería francesa.
En este combate falleció Jean-Baptiste Bessieres, duque de Istria, de un cañonazo, cuya pérdida fue muy sentida por el Emperador.
En la noche del 1 al 2 de mayo Napoleón montó su base en Lützen. Ney, situado en el centro, ocupaba la aldea de Kaia. La izquierda se apoyaba en el río Elster y la guardia joven y la vieja guardia formaban la derecha rodeando a Napoleón.
La mañana del 2 de mayo se presentó el ejército ruso-prusiano a la vista del francés.

## La batalla
El ataque principal se dio en el centro francés. Numerosos soldados coaligados marchaban en columnas hacia Kaia favorecidos por su número y por el terreno. También se observaba numerosa caballería.
La aldea de Kaia fue tomada y recuperada varias veces, al final terminó por quedar en manos del general Gerard, el cual, aunque herido por varios disparos, no quiso abandonar el campo de batalla.
Sin embargo, los rusos no se dieron por vencidos y marcharon otra vez contra el centro francés e hicieron recular a algunos batallones franceses. La aldea de Kaia pasó otra vez a manos coaligadas pero Napoleón hizo acto de presencia y esos mismos batallones volvieron a combatir.
Entonces Napoleón pasa al ataque. Encomienda a Eugenio de Beauharnais y a Etienne Jacques Joseph MacDonald que ataquen las alas y la reserva ruso-prusiana y al general Bertrand que sus tropas ocupen el frente de batalla. Manda así mismo Napoleón que la guardia joven, al mando del Mariscal Mortier, ataque Kaia y por último ordena que el general Drouot coloque una batería de ochenta cañones delante de la guardia vieja y cerca de la caballería para sostener el centro.
Estas órdenes se llevan a cabo con celeridad. Drouot avanzó la artillería hasta situarse tan cerca de la línea enemiga como era posible y abrió fuego causando grandes estragos en el centro aliado. Este fuego cercano causó grandísimas bajas, haciendo desaparecer filas enteras.
Mientras tanto la Guardia Joven, tras rebasar a la artillería por la izquierda, marchó contra el centro aliado. Cuando llegaron a la posición aliada, los cuerpos enemigos estaban tan amontonados que los caballos de los oficiales ni siquiera pisaban el suelo. Mientras la Guardia avanzaba, las fuerzas ruso-prusianas huían dejando el campo para los franceses victoriosos.
Mortier recuperó Kaia sin disparar un tiro y el general Bertrand llegó a tiempo para completar la victoria. En los días siguientes, las tropas francesas ocuparon el 3 de mayo Leipzig, el 9 de mayo Dresde y el 10 de mayo Torgau. 
Las tropas coaligadas de Rusia y Prusia perdieron treinta mil hombres entre muertos y heridos. Los franceses tuvieron 10 000 bajas.